# Quim Monzó

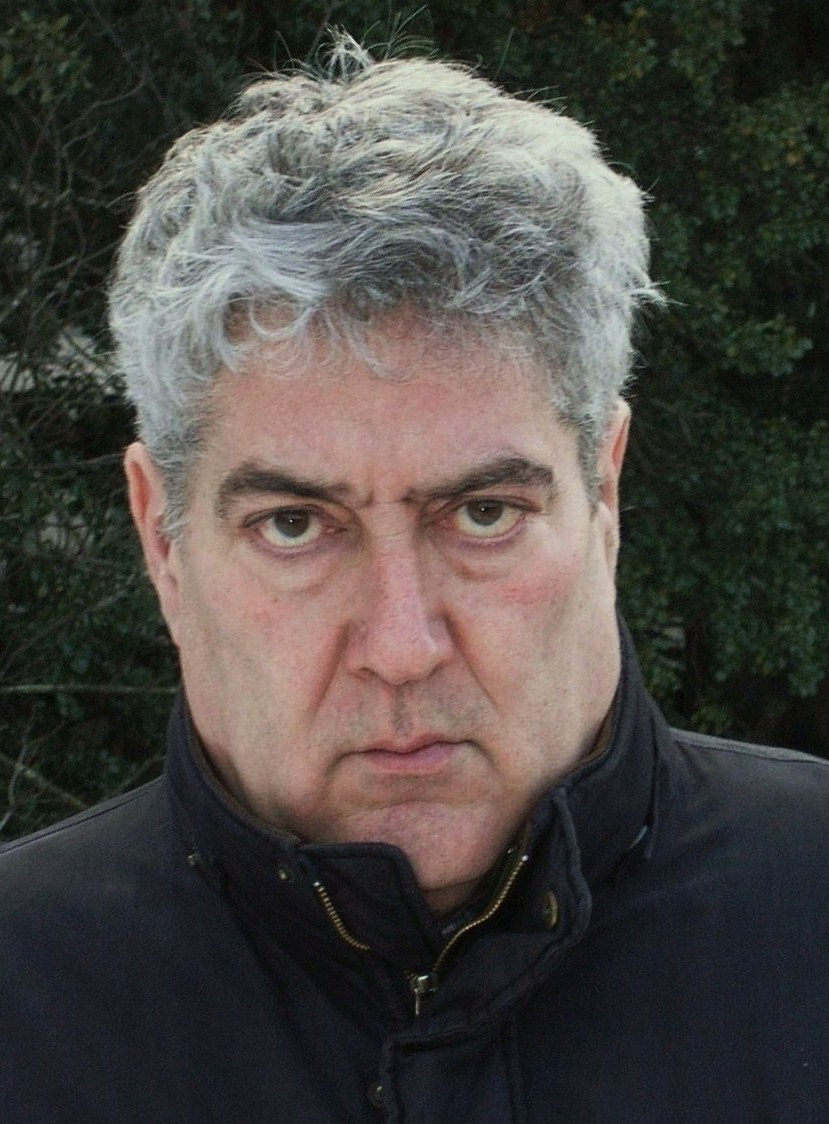
Quim Monzó

Quim Monzó (* 24. März 1952 in Barcelona) lebt in Barcelona und gilt als bedeutender spanischer Autor katalanischer Sprache und als „eine der provozierendsten Stimmen der europäischen Gegenwartsliteratur“.

## Leben
Monzó arbeitete zunächst als Kriegsberichterstatter und bereiste unter anderem Vietnam, Kambodscha, Thailand, Kenia und Nordirland. Danach verlegte er sich ganz auf die Belletristik. Sein erster Roman L’udol del griso al caire de les clavegueres erschien im Jahr 1976. Ein Jahr später folgte sein erster Sammelband von Kurzgeschichten (Self Service). Bis 2007 hatte der Autor zwei Romane, sechs Erzählbände und mehrere Essaysammlungen publiziert.
Neben seiner literarischen Tätigkeit war Monzó auch als Comiczeichner und Grafikdesigner, Drehbuchautor tätig. Er schrieb für das Radio und Fernsehen und arbeitete als Übersetzer und Songwriter. Bei der Übersetzung seiner eigenen Werke ins Spanische arbeitet Quim Monzó mit dem angesehenen spanischen Romanautor Javier Cercas zusammen. Besonders bekannt ist Monzó in Katalonien durch seine Kolumnen, die regelmäßig in der Tageszeitung La Vanguardia erscheinen und seine beliebten Radiosendungen El lloro, el moro, el mico i el senyor de Puerto Rico und El mínim esforç, die er gemeinsam mit dem renommierten katalanischen Autor Sergi Pàmies moderierte. Ebenfalls mit Pàmies schrieb Monzó Sang bruta (Schmutziges Blut), eine Radionovela in 113 Kapiteln.
Auf der 59. Frankfurter Buchmesse 2007 hielt Quim Monzó die literarische Eröffnungsrede anlässlich des Themenschwerpunkts Katalonien.
Von Dezember 2009 bis April 2010 fand in den Räumen von Arts Santa Mònica in Barcelona eine große Retrospektive auf sein Leben und Werk unter der Überschrift Monzó statt.
Am 4. Juni 2018 erhielt Quim Monzó im Palau de la Música Catalana in Barcelona den angesehenen Preis Premi d'Honor de les Lletres Catalanes.

## Werke
- 1983 Benzina
  - Benzin, dt. von Monika Lübcke, Frankfurter Verlagsanstalt, Frankfurt a. M. 2022, ISBN 978-3-627-00302-9.
- 1983 El perquè de tot plegat
  - Der Grund der Dinge, dt. von Monika Lübcke, Frankfurter Verlagsanstalt, Frankfurt a. M. 1995, ISBN 3-627-00037-4.
- 1985 L’illa de Maians
  - Die Aktentasche, dt. von Monika Lübcke, Frankfurter Verlagsanstalt, Frankfurt a. M. 1997, ISBN 3-627-00056-0.
- 1989 La magnitud de la tragèdia
  - Das ganze Ausmaß der Tragödie, dt. von Elisabeth Brilke, Frankfurter Verlagsanstalt, Frankfurt a. M. 1996, ISBN 3-627-00046-3.
- 1996 Guadalajara
  - Guadalajara, dt. von Monika Lübcke, Frankfurter Verlagsanstalt, Frankfurt a. M., 1999, ISBN 3-627-00070-6.
- 2001 El millor dels mons
  - Die Beste aller Welten. Dreizehn Geschichten und ein kurzer Roman, dt. von Monika Lübcke, Frankfurter Verlagsanstalt, Frankfurt a. M., 2002, ISBN 3-627-00097-8.
- Hundert Geschichten, Übersetzt von Monika Lübcke, Frankfurter Verlagsanstalt, Frankfurt a. M. 2007, ISBN 3-627-00146-X[7].
- 2007 Mil cretins
  - Tausend Trottel, dt. von Monika Lübcke, Frankfurter Verlagsanstalt, Frankfurt a. M. 2010, ISBN 978-3-627-00162-9[8].

## Auszeichnungen
- 1976: Premi Prudenci Bertrana de Novel·la für L'udol del griso al caire de les clavegueres
- 1981: Premi de la Crítica Serra d’Or für Olivetti, Moulinex, Chaffoteaux et Maury
- 1986: Premi de la Crítica Serra d’Or für L'illa de Maians
- 1989: Premi de Novel·la El Temps für La magnitud de la tragèdia
- 1993: Premi Ciutat de Barcelona für El perquè de tot plegat
- 1994: Premi de la Crítica Serra d’Or für El perquè de tot plegat
- 1997: Premi de la Crítica Serra d’Or für Guadalajara
- 2000: Premi Lletra d’Or für Vuitanta-sis contes
- 2000: Premi Nacional de Literatura für Vuitanta-sis contes
- 2002: Premi dels Escriptors Catalans für sein Gesamtwerk
- 2008: Premi Maria Àngels Anglada für Mil cretins
- 2018: 50. Premi d'Honor de les Lletres Catalanes für sein Lebenswerk